# Druhá smlouva ze San Ildefonsa
Druhá smlouva ze San Ildefonsa byla podepsána 19. srpna 1796 Španělským impériem a První Francouzskou republikou. Na základě podmínek dohody se Francie a Španělsko staly spojenci a spojily své síly proti Království Velké Británie.